# 日切駅
日切駅（ひぎりえき）は、静岡県島田市島字大西下にある大井川鐵道大井川本線の駅である。

## 歴史
- 1985年（昭和60年）7月23日：開業。

## 駅構造
単式1面1線のホームをもつ地上駅。無人駅。線路東側にホームがあり、北側（千頭駅側）に出口がある。出口付近にはプラスチック波板張りの待合所がある。トイレなど建物の部類は一切ない。出口は集落内の生活道路に直接繋がる。

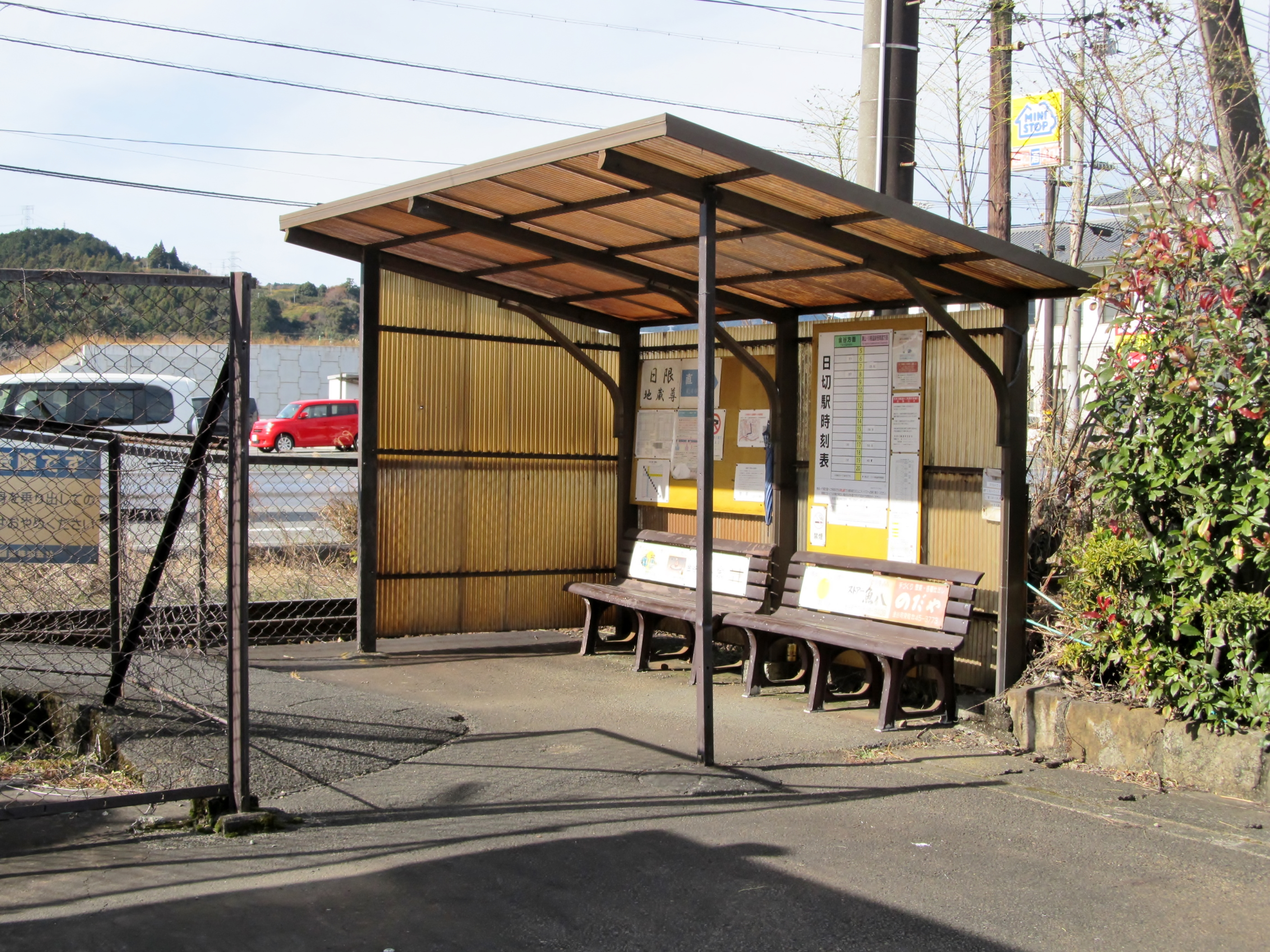
待合所
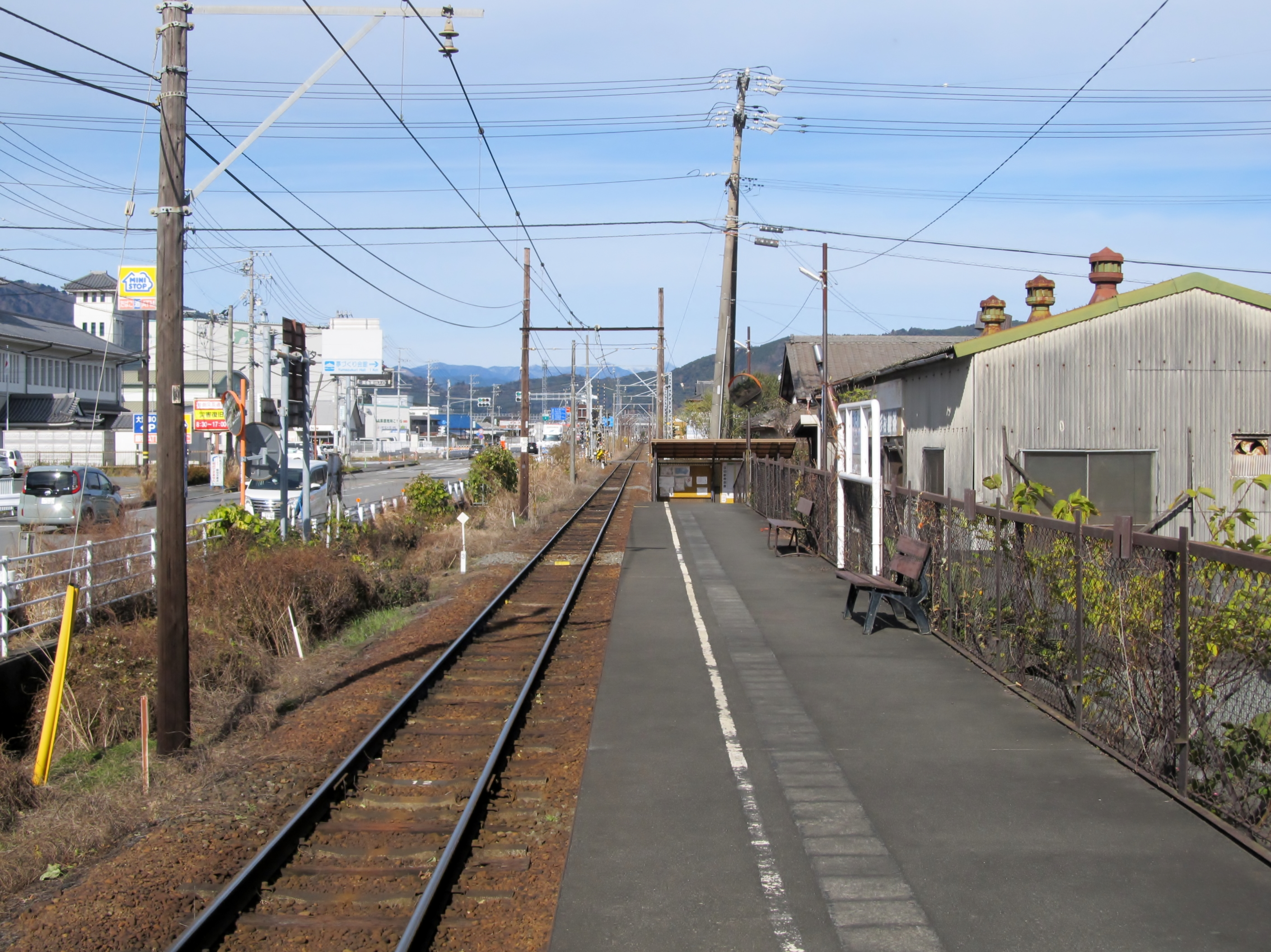
ホーム

## 利用状況
- 2007年度の1日平均乗車人員は14人（静岡県統計年鑑による）

金谷の行政中心地（当路線では代官町駅）まで徒歩圏内であり、停車本数の少ない当駅は地元住民の利用すら少ない。駅周辺地区は島田市コミュニティバス2路線が補完している。

## 駅周辺
住宅の他には駅前の特別養護老人ホームを筆頭に老人福祉施設が多く立地する。
出口のない駅西側には金谷バイパスの大代インター出入口があり、駅ホームからよく見えるものの道路側には当駅ではなく新金谷駅への道路標識が設置されている。
なお、駅西側で線路と並行する国道473号沿いには消防署、交番、コンビニエンスストア、農協がある。
- 特別養護老人ホームひぎり
- たんぽぽデイサービス金谷
- グループホームデイサービスひぎり
- エコトープ（介護老人保健施設）
- 中部衛生検査センター
- 島田市消防本部島田消防署金谷出張所
- 島田警察署金谷交番
- 大井川農業協同組合（JAおおいがわ）五和支店[1]。
- 島田掛川信用金庫五和支店
- 日限地蔵尊 - 駅名とは異なり、日限地蔵尊と表記する。
- 国道1号
- 国道473号
- 大代川

## 隣の駅
大井川鐵道
■大井川本線
■普通
代官町駅 - 日切駅 - 合格駅